# Kaminaljuyú

Karte der südlichen Maya-Kulturen und der sogenannten Pazifikkulturen

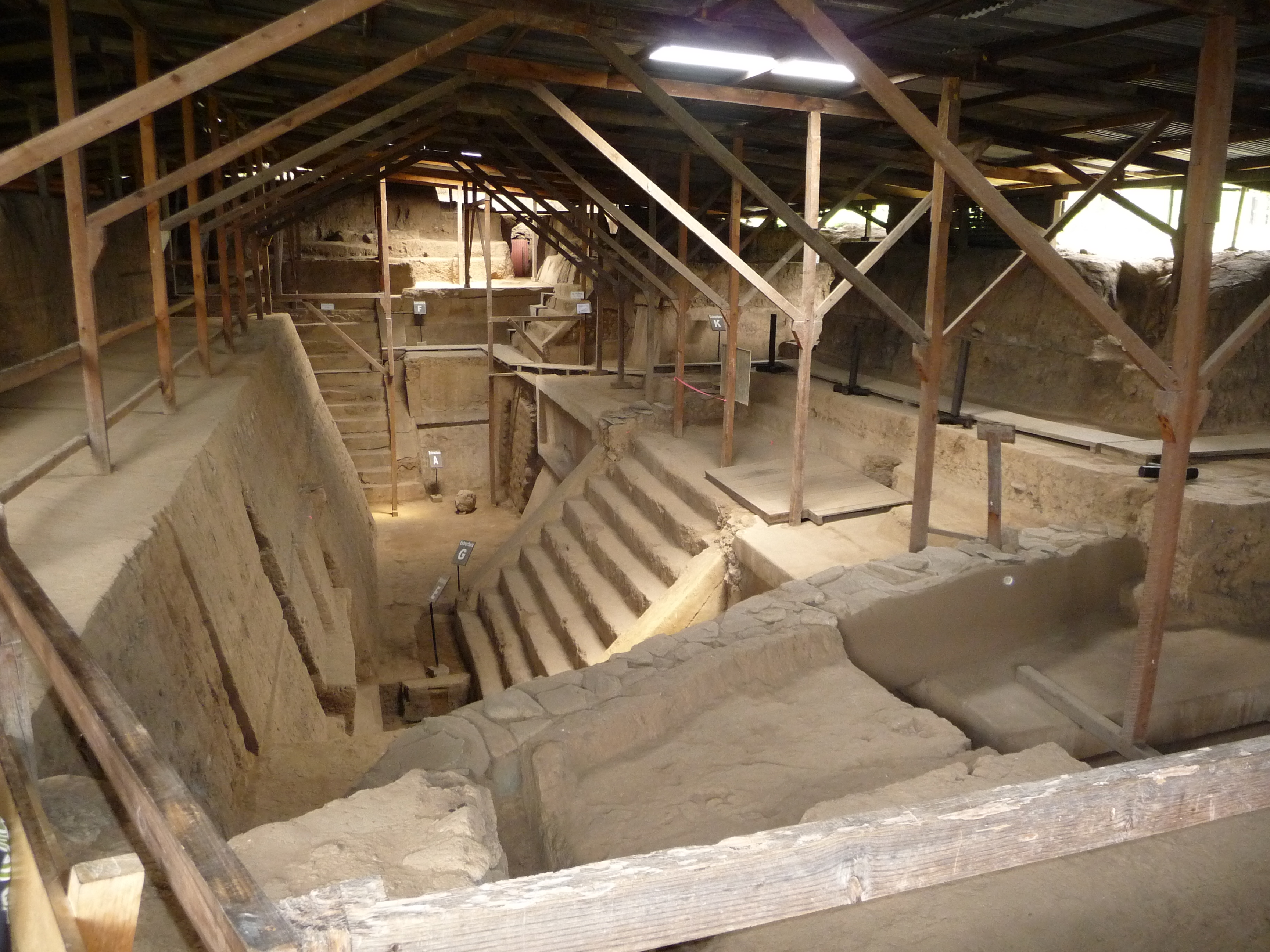
Ausgegrabener Teil der Akropolis

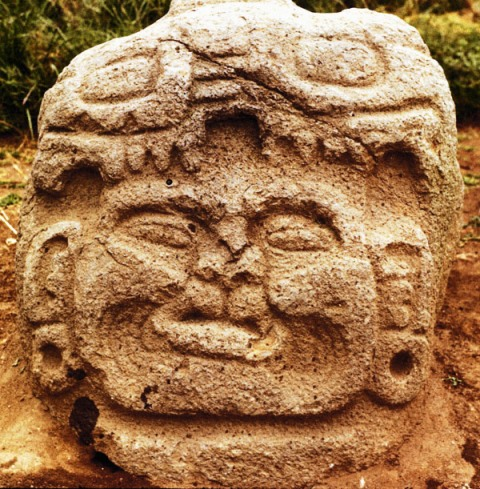
Maskenkopf aus Kaminaljuyu

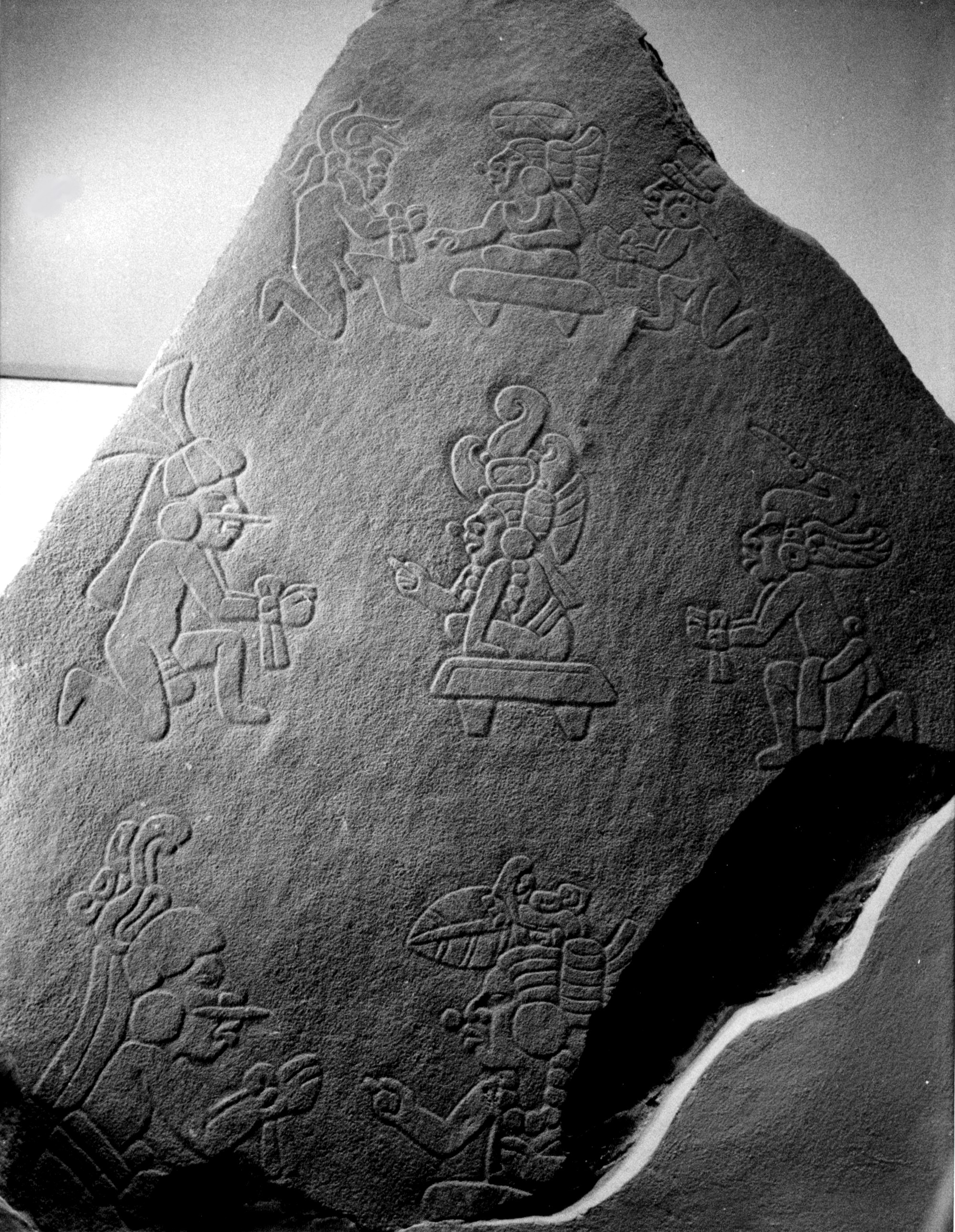
Stele 65 mit auf Thronen sitzenden Herrschern und davor und dahinter knienden gefesselten Unterworfenen

Kaminaljuyú, auch Kaminal Juyú ist eine archäologische Stätte am Rande der guatemaltekischen Hauptstadt Guatemala-Stadt. Der guatemaltekische Archäologe José Antonio Villacorta Calderón gab der Stätte diesen Namen, der so viel wie „Hügel der Vorfahren“ in der Quiché-Sprache bedeutet. Die Anfänge der über Jahrhunderte besiedelten Stätte werden von den Archäologen manchmal einer nicht näher definierten „Proto-Maya“-Kultur zugeordnet. Die Ausgrabungen gestalten sich als schwierig, da sich die teilweise überbaute Stätte heute im Stadtgebiet von Guatemala-Stadt befindet.

## Ausgrabungsstätte
Besiedelt war die Stätte von ca. 1200 v. Chr. bis 800 n. Chr. In der mittleren Phase dürfte es einen großen Einfluss der Stadt Teotihuacán gegeben haben, wobei Kaminaljuyú als Grenzstadt zum Maya-Gebiet fungierte, dessen kultureller Einfluss vor allem in der Spätzeit deutlicher wird. Die Gebäude wurden hauptsächlich aus luftgetrockneten Ziegeln errichtet; bislang wurden ca. 400 Bauten erforscht, wobei hunderttausende von Keramikscherben gefunden wurden. Die wichtigsten Funde befinden sich im Archäologischen Nationalmuseum von Guatemala.
In der Neuzeit wurde Kaminaljuyú erstmals Ende des 19. Jahrhunderts von Alfred Maudslay erforscht. Im Jahr 1925 wurde die Stätte von Manuel Gamio erneut besucht.

## Fotogalerie

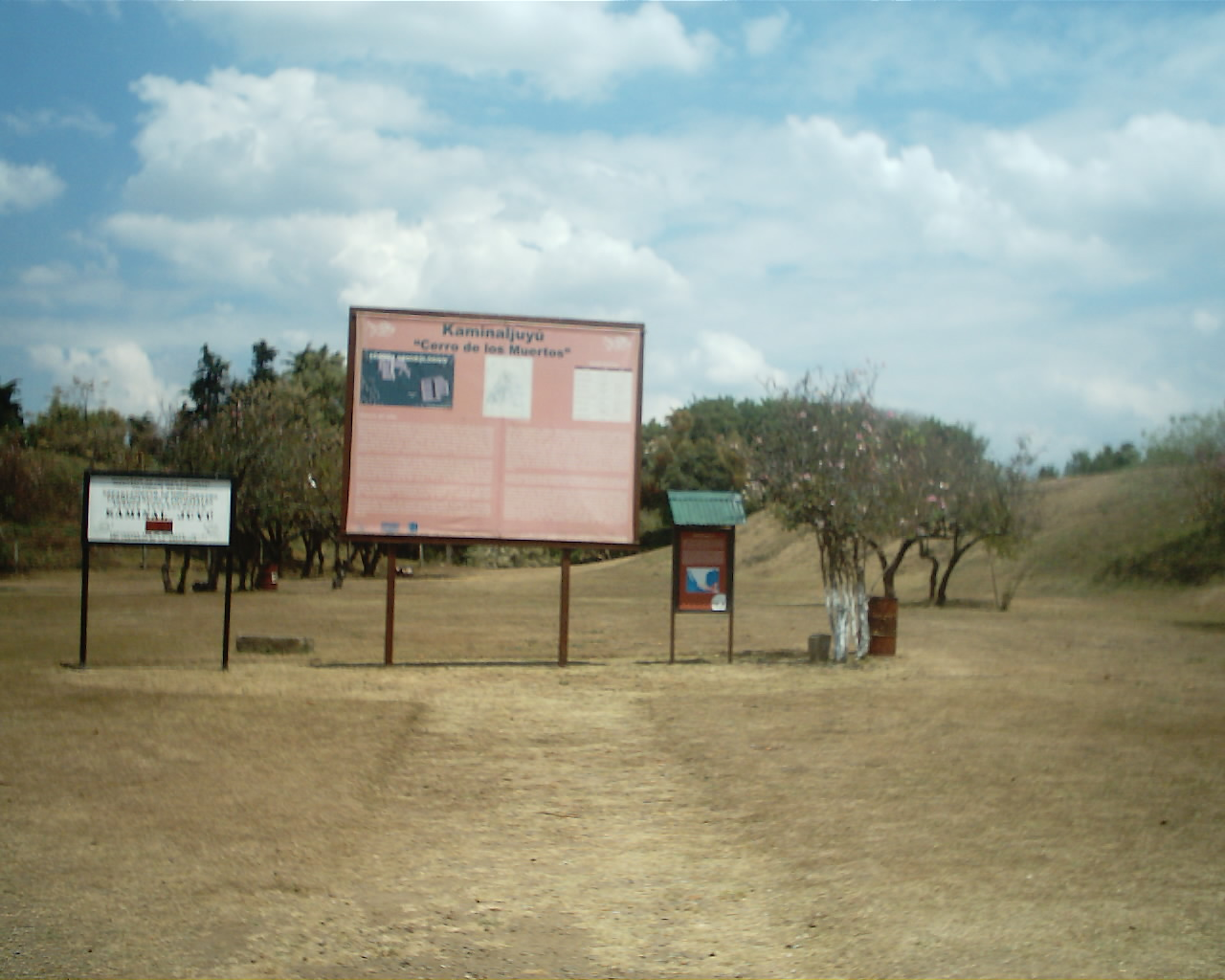
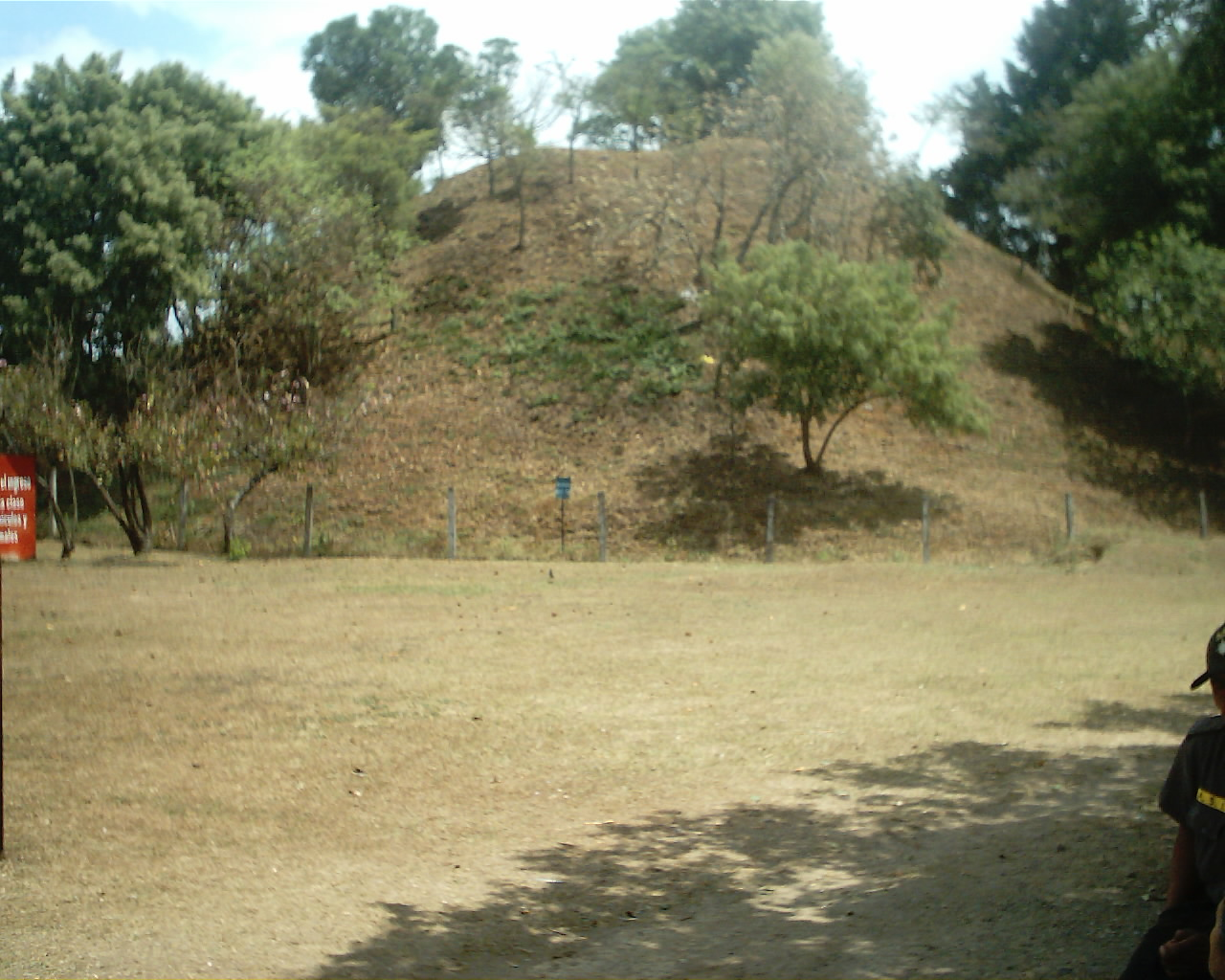
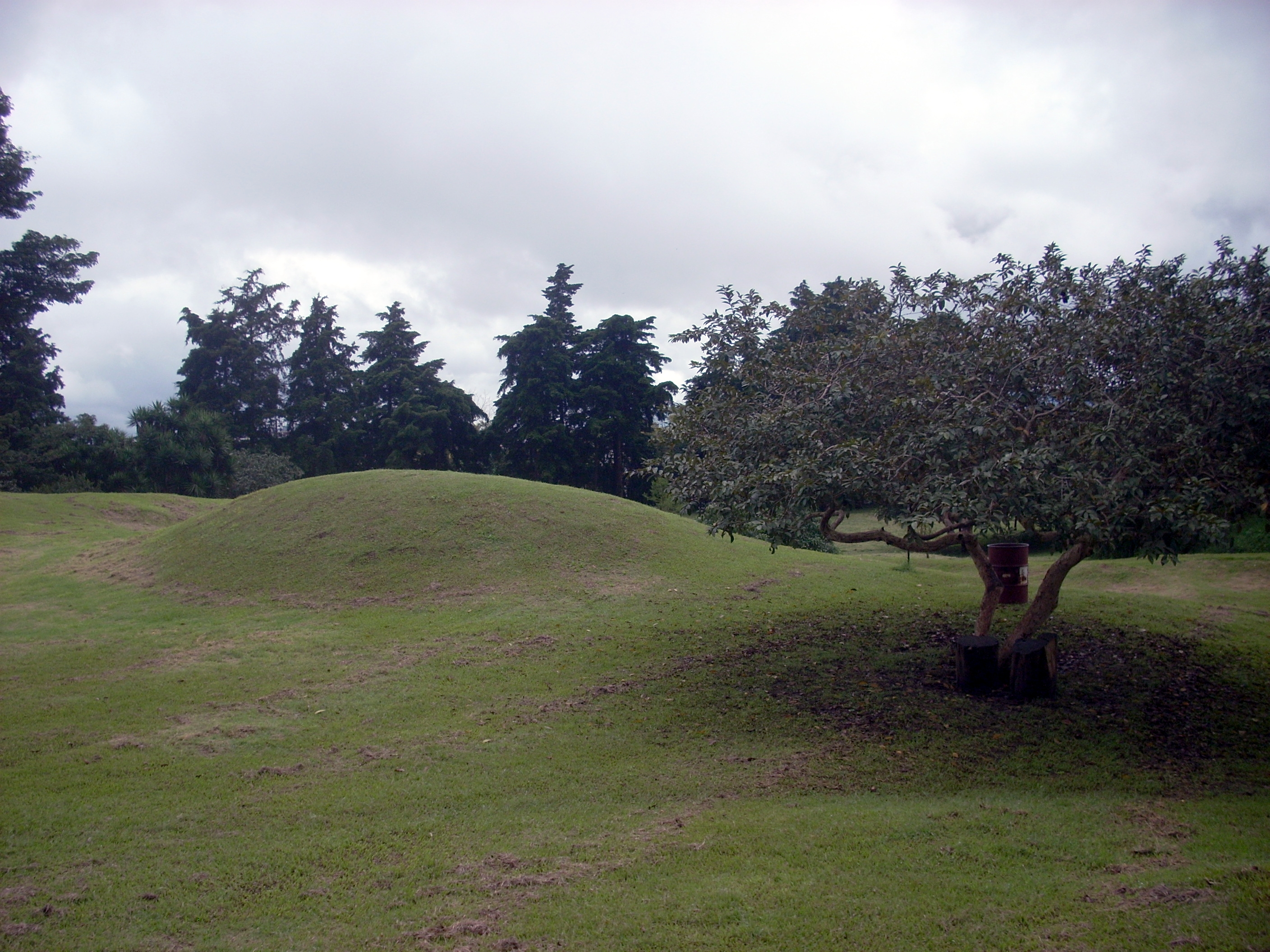

Koordinaten: 14° 37′ 58,1″ N, 90° 32′ 56,8″ W